# Боков, Николай Константинович
Николай Константинович Боков (7 июля 1945, Москва — 2 декабря 2019, Париж) — русский поэт и прозаик, работавший во Франции.
В 1962 году, по окончании средней школы, поступил на философский факультет Московского Государственного университета. Вследствие нерадивого отношения к учёбе был отчислен и в 1964 году призван в Советскую армию. Оказавшись в армии, симулировал психическое заболевание и в течение длительного времени вводил в заблуждение армейских психиатров, искусно притворяясь больным. В 1965 году был комиссован и вернулся в Москву. Восстановившись в университете, в 1969 году окончил философский факультет МГУ. В 1970 году там же поступил в аспирантуру, но в 1972 году по требованию КГБ был отчислен. С 1973 года открыто преследовался, неоднократно обыскивался и допрашивался органами государственной безопасности.
Работал в Фундаментальной библиотеке общественных наук АН СССР.
Студентом в 1965—1966 годах был близок к литературной группе «СМОГ». Совместно с Константином Боковым выпустил самиздатские сборники «Качели судьбы» и «Альманах N», несколько выпусков самиздатского журнала «Шея».
С 1970 года анонимно и под псевдонимами публиковался в эмигрантской периодике: в журналах «Грани» и «Посев», газете «Русская мысль».

## Подпольный сатирик
Раннее литературное творчество Бокова развивалось в жанре сатиры. В марте–апреле 1970 года он написал (в соавторстве с журналистом Борисом Петровым (1936–2003)) сатирическую повесть-памфлет «Смута Новейшего времени, или Удивительные похождения Вани Чмотанова». Сюжет этого произведения — история про то, как вор-карманник Чмотанов с целью личного обогащения выкрадывает из мавзолея голову от мумии Ленина, после чего в Советском Союзе возникает социально-политический кризис, едва не завершившийся падением коммунистического тоталитарного режима. В целях конспирации повесть была подписана именем советского писателя-коммуниста Всеволода Кочетова. Начиная с весны 1970 года она распространялась в СССР посредством самиздата, была нелегально переправлена на Запад, где в том же году опубликована в Париже в эмигрантской газете «Русская мысль», а затем и отдельными изданиями — в издательствах «La Presse Libre» (Париж) и «Flegon Press» (Лондон). В последующие годы это произведение было издано в переводах на английский, французский, немецкий, итальянский и польский языки. Мистификация была частично разоблачена Боковым в 1978 году, когда он признал, что является одним из соавторов повести; авторство Бориса Петрова было открыто только в 2001 году.

## Эмиграция и жизнь во Франции
25 апреля 1975 года через Австрию эмигрировал во Францию. Работал в газете «Русская мысль», издавал журнал «Ковчег» (вышло 6 номеров), опубликовал ряд новых сочинений. В начале 1980-х гг. оставил литературу, путешествовал по США и Европе бомжем, жил в монастырях Афона и Святой Земли. Вернулся в литературу в 1998 году. Вёл рубрику в журнале «La Vie» (Париж; до 2002). Премия Дельмас Института Франции, 2001, член французского ПЕН-клуба.
Умер в парижской больнице Теннон.

## Основные публикации

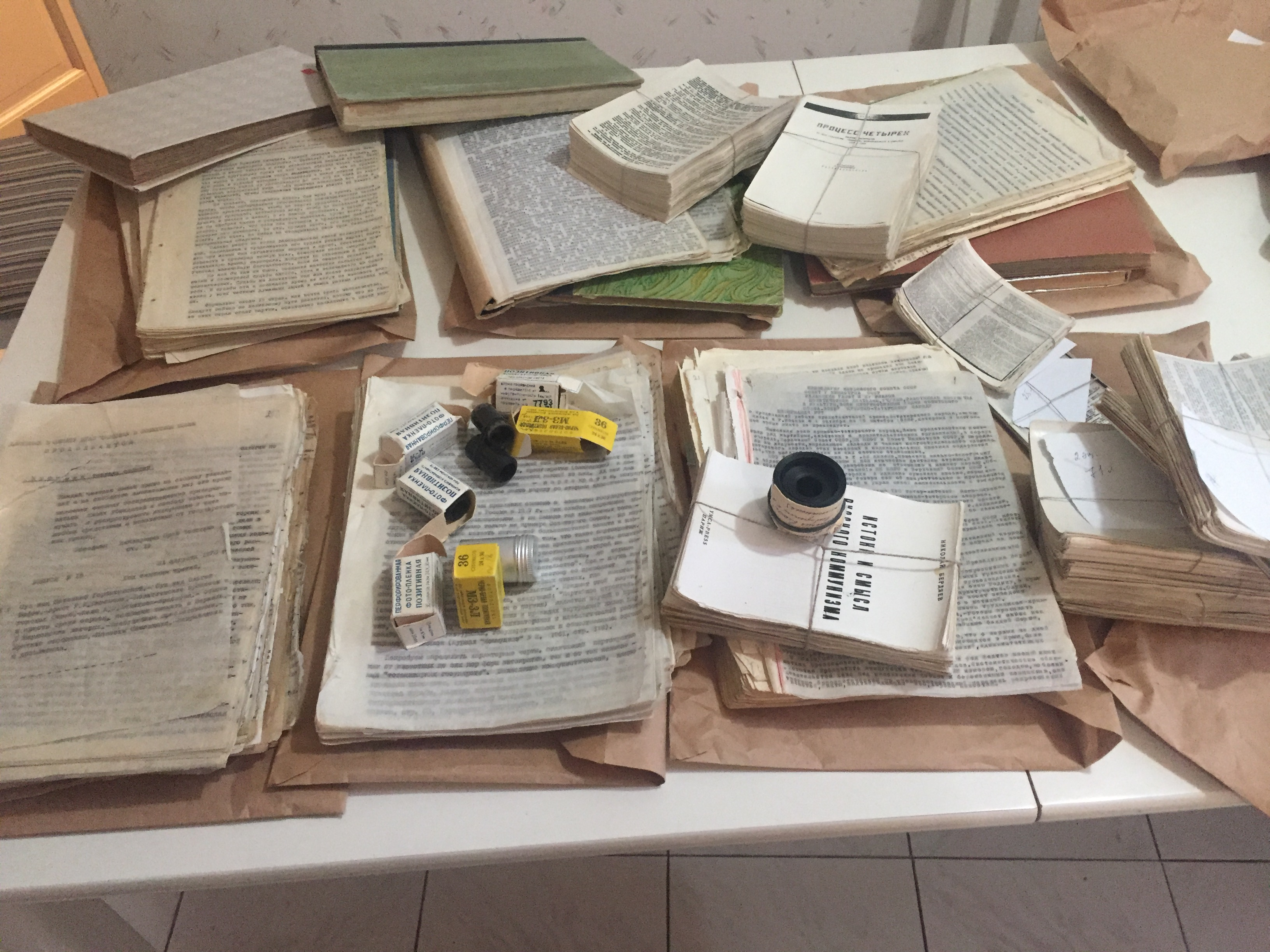
«Смута новейшего времени» (справа, на бланковой бумаге формата A6) среди других самиздатовских материалов

- роман «Никто», «Грани», № 81, 1971, по-французски изд. Denoël, Париж, 1973, по-английски изд. John Calder, 1975.
- повесть «Смута новейшего времени, или Удивительные похождения Вани Чмотанова», «Русская мысль», 26.11.1970, там же вышла отдельной книжкой; по-польски в подпольном изд. Anti/K, по-немецки, Diogenes Verlag, Цюрих, 1972.
- повесть «Город Солнца», «Грани», № 81, 1971.
- повесть «Смех после полуночи», «Грани», № 85, 1972.
- пьеса «Чудеса химии (мистерия)», «Русская мысль», 6.4.1972.[5]
- пьеса «Наташа и Пивоваров (мистерия)», «Грани», № 102, 1976.
- памфлет «Попугаев. Обзор прессы за 1984 год», «Посев», № 1, 1971; по-французски «Minute» 19-25.1.1971.
- поэма «Реквием о Виолетте», «Грани», № 89—90, 1973, под псевд. Аркадий Цест.
- сб. прозы «Бестселлер и другое», Париж, 1978.
- роман «Чужеземец» (по-немецки Der Fremdling, Diogenes Verlag, 1983).
- Созерцания и вздохи. Стихи 2010—2015. Editions de la Caverne/Amazon, Paris, 2015. ISBN 978-1517354787
- Дни памяти и Ночи сновидений. Новая проза. Editions de la Caverne/Amazon, Paris, 2015. ISBN 978-1-5191-3813-2

Автор книг 1998—2009: «Dans la rue, à Paris», «Déjeuner au bord de la Baltique», «La Conversion», «Or d’automne et la pointe d’argent» и др. (изд. Noir sur Blanc). Изд. «Дятловы Горы» (Нижний Новгород) выпустило двухтомник его прозы, 2007. А также: «Фрагментарий» (шорт-лист премии А. Белого, 2009), роман «Цельсий и Смерть», «Où va la Russie, et la France avec elle?», «Envie de miracle» (изд. Franc-Tireur USA).
Книги 2010 г.: Opération Betterave, éd. Noir sur Blanc, Lausanne/Paris; Текстотворения, Franc-Tireur USA.
Участник Совещания журнала «Мосты», Франкфурт, Совета изд. Franc-Tireur USA. Публиковался в журналах «Зеркало», Израиль, «Новый Журнал», Нью-Йорк, «Крещатик», «Новый Берег», Копенгаген. Автор и член редколлегии журнала «Чайка», США.